# Brasserie Gruber
 (août 2020).
Si vous disposez d'ouvrages ou d'articles de référence ou si vous connaissez des sites web de qualité traitant du thème abordé ici, merci de compléter l'article en donnant les références utiles à sa vérifiabilité et en les liant à la section « Notes et références ».
Pour les articles homonymes, voir Gruber.
La brasserie Gruber est une ancienne brasserie alsacienne installée dans le quartier de Koenigshoffen à Strasbourg, dans le Bas-Rhin. Fondée en 1855, elle est fermée en 1965.

## Historique
La brasserie Gruber est fondée en 1855 par David Gruber, chimiste de formation et diplômé de pharmacie. 
La brasserie est réputée pour sa bière brassée à basse fermentation parfaitement conservée dans les caves de la brasserie, alimentées en glace. Dès 1885, la brasserie Gruber s'équipe d'une installation frigorifique fabriquée par la Société des usines Quiri et Cie de Schiltigheim. Ainsi réfrigérée à température constante dans des galeries souterraines adaptées, la bière est écoulée directement par voie de chemin de fer toute l'année. Elle est l'une des premières brasseries à utiliser le transport ferroviaire, la gare de Strasbourg-Koenigshoffen étant située non loin de la brasserie.
En 1959, la brasserie Gruber est rachetée par la brasserie Fischer. Elle est définitivement fermée en 1965.
Le site a été considérablement dénaturé à partir des années 1970, après la vente des bâtiments et leurs nouvelles fonctions.
Le siège de l'ancienne brasserie a gardé sa façade de style Louis XIII (toit à la Mansart couvert d'ardoises, façades de brique rouge avec alternance d'appareillage de grès, et porche monumental sur la pignon). Subsiste aussi quelques témoignages de l'activité ancienne : les quais de déchargement, l'accès au chemin de fer, les galeries souterraines et les caves glacières creusées dans le lœss. 
L'ancien siège de la brasserie au 91 route des Romains, les anciens bureaux en brique rouge parallèles à l’ancien siège, la travée d'immeuble en brique de l'architecte Marcel Eissen au 89A route des Romains et les caves et galeries souterraines font l'objet d'une inscription au titre des Monuments historiques par arrêté du 9 octobre 2024.